# Jeroni Pou Magraner
Jeroni Pou Magraner (Palma, 1854 - 1922) fou un advocat i polític republicà mallorquí. Republicà i membre del Partit Republicà Democràtic Federal, l'abandonà i fou el principal organitzador del Partit d'Unió Republicana de Mallorca el 1896 i fundador i director del diari La Unión Republicana (1896-1904). Ocupà els càrrecs de regidor a l'ajuntament de Palma el 1897 i el 1901, i diputat provincial 1911, formà part de la conjunció republicana-socialista en 1910-1912, però després se n'anà el 1913 amb Melquiades Álvarez i fundà a Mallorca el Partido Reformista. En 1917-1918 es va unir al Bloc Assembleista.